# تركي بن محمد بن ناصر بن عبد العزيز آل سعود
الأمير تركي بن محمد بن ناصر بن عبد العزيز آل سعود هو الأبن الأول لـ الأمير محمد بن ناصر بن عبدالعزيز آل سعود أمير منطقة جازان سابقاً، ولد في ربيع عام 1969م الموافق 1389هـ في مدينة الرياض، ووالدته سمو الأميرة البندري بنت خالد بن تركي آل تركي آل سعود.

## التعليم والمناصب
تلقى الأمير تركي بن محمد تعليمه الثانويي بمدارس الرياض وألتحق بعدها بجامعة الملك سعود حيث حصل على بكالوريوس أعلام ومن ثم حصل على الماجستير بإدارة الأعمال من جامعة سانتا كلارا – كاليفورنيا – الولايات المتحدة الأمريكية 1997م الموافق 1417هـ وعمل في القطاع الحكومي حيث عين أخصائي علاقات دولية بوزارة الصناعة والكهرباء والتي أصبحت لاحقاً وزارة التجارة والصناعة في عام 2000 م الموافق 1420هـ ثم مديراً لإدارة العلاقات الدولية في عام 2002م الموافق 1422هـ.

## اخوته الاشقاء
- الأمير فيصل بن محمد بن ناصر آل سعود.
- الأمير خالد بن محمد بن ناصر آل سعود.

## أسرته
متزوج من الأميرة خلود بنت خالد بن سعود بن هذلول ال ثنيان آل سعود ولهما من الأبناء
- العنود بنت تركي بن محمد بن ناصر بن عبد العزيز آل سعود.
- ناصر بن تركي بن محمد بن ناصر بن عبد العزيز آل سعود.
- لانا بنت تركي بن محمد بن ناصر بن عبد العزيز آل سعود.
- خالد بن تركي بن محمد بن ناصر بن عبد العزيز آل سعود.

## الخبرات العملية
المشاركات الدائمة
- شارك في أجتماعات منظمة هيئة الأمم المتحدة للتنمية الصناعية (اليونيدو) لمدة 13 عاماً وحتى الآن.
- شارك في أجتماعات المنظمة العربية للتنمية الصناعية والتعدين لمدة 13 عاماً وحتى الآن.
- شارك في أجتماعات منظمة الخليج للأستشارات الصناعية لمدة 5سنوات.

مشاركات منتظمة
- شارك في أعمال الأمانة العامة لمجلس التعاون الخليجي.
- شارك في أعمال المفاوضات الخليجية الأوربية.
- شارك في أعمال اللجنة الأقتصادية لغرب آسيا (الأسكوا).
- شارك في أعمال المنظمة العالمية للملكية الفكرية.
- شارك في أعمال هيئة التجارة الخارجية اليابانية (الجترو).
- شارك في أعمال مؤتمر الأمم المتحدة للتنمية والتجارة (الأونكتاد).
- شارك في أعمال منظمة أتحاد دول جنوب شرق آسيا (الآسيان).
- شارك في أعمال منظمة التجارة العالمية (WTO)
- شارك في أعمال منظمة المؤتمر الإسلامي.
- شارك في أعمال اللجنة الأقتصادية والأجتماعية لجامعة الدول العربية.
- شارك في أعمال المؤسسة العربية لضمان الأستثمار.
- شارك في أعمال صندوق النقد الدولي.
- شارك في أعمال التعاون مع الولايات المتحدة الأمريكية.
- شارك في أعمال التعاون مع جمهورية كندا.
- شارك في أعمال التعاون مع المملكة المتحدة (بريطانيا).
- شارك في أعمال التعاون مع جمهورية ألمانيا.
- شارك في أعمال التعاون مع جمهورية فرنسا.
- شارك في أعمال التعاون مع جمهورية إيطاليا.
- شارك في أعمال التعاون مع الجمهورية السويسرية.
- شارك في أعمال التعاون مع جمهورية البرازيل.
- شارك في أعمال التعاون مع جمهورية الأرجنتين.
- شارك في أعمال التعاون مع جمهورية الصين الشعبية.
- شارك في أعمال التعاون مع إمبراطورية اليابان.
- شارك في أعمال التعاون مع جمهورية كوريا الجنوبية.
- شارك في أعمال التعاون مع جمهورية الهند.
- شارك في أعمال التعاون مع مملكة ماليزيا.
- شارك في أعمال التعاون مع جمهورية سنغافورة.
- شارك في أعمال التعاون مع جمهورية إيران الإسلامية.
- شارك في أعمال التعاون مع جمهورية اندونيسيا.
- شارك في أعمال التعاون مع جمهورية تركيا.
- شارك في أجتماعات اللجنة السعودية المغربية المشتركة.
- شارك في أجتماعات اللجنة السعودية الإيرانية المشتركة.
- شارك في أجتماعات اللجنة السعودية السورية المشتركة.
- شارك في أعمال التعاون مع جمهورية اليمن.
- شارك في أعمال التعاون مع جمهورية العراق.
- شارك في أعمال التعاون مع جمهورية مصر العربية.
- شارك في أعمال التعاون مع الجمهورية التونسية.
- شارك في أعمال التعاون مع الجمهورية العربية السورية.
- شارك في أعمال التعاون مع جمهورية الجزائر.
- شارك في أعمال التعاون مع المملكة الأردنية الهاشمية.
- شارك في أعمال التعاون مع الجماهيرية الليبية.
- شارك في أعمال التعاون مع دولة فلسطين.
- شارك في أعمال التعاون مع المملكة المغربية.
- شارك في أعمال التعاون مع جمهوية السودان.
- شارك في أعمال التعاون مع جمهورية لبنان.
- شارك في أعمال التعاون مع جمهورية جيبوتي.
- شارك في أعمال التعاون مع دولة الصومال.
- شارك في أعمال التعاون مع جمهورية سيريلانكا.
- شارك في أعمال التعاون مع مملكة تايلند.
- شارك في أعمال التعاون مع جمهورية باكستان.
- شارك في أعمال التعاون مع جمهورية بنجلادش.
- شارك في أعمال التعاون مع جمهورية مالي.
- شارك في أعمال التعاون مع جمهورية جنوب أفريقيا.
- شارك في أعمال التعاون مع جمهورية اريتيريا.
- شارك في أعمال التعاون مع جمهورية أفريقيا الوسطى.
- شارك في أعمال التعاون مع جمهورية غانا.
- شارك في أعمال التعاون مع جمهورية إثيوبيا.
- شارك في أعمال التعاون مع جمهورية بلغاريا.
- شارك في أعمال التعاون مع جمهورية أيرلندا.
- شارك في أعمال التعاون مع جمهورية يوغسلافيا.
- شارك في أعمال التعاون مع مملكة إسبانيا.
- شارك في أعمال التعاون مع مملكة هولندا.
- شارك في أعمال التعاون مع مملكة السويد.
- شارك في أعمال التعاون مع مملكة بلجيكا.
- شارك في أعمال التعاون مع جمهورية اليونان.
- شارك في أعمال التعاون مع جمهورية البرتغال.
- شارك في أعمال التعاون مع جمهورية فنلندا.
- شارك في أعمال التعاون مع جمهورية سلوفينيا.
- شارك في أعمال التعاون مع جمهورية أستراليا.
- شارك في أعمال التعاون مع جمهورية طاجكستان.
- شارك في أعمال التعاون مع جمهورية اوزباكستان.
- شارك في أعمال التعاون مع جمهورية كازاخستان.
- شارك في أعمال التعاون مع جمهورية أذربيجان.
- شارك في أعمال التعاون مع جمهورية أوكرانيا.
- شارك في أعمال التعاون مع جمهورية النمسا.
- شارك في أعمال التعاون مع جمهورية هنغاريا.
- شارك في أعمال التعاون مع جمهورية قبرص.
- شارك في أعمال التعاون مع جمهورية نيوزلاندا.
- شارك في أعمال التعاون مع جمهورية بولندا.
- شارك في أعمال التعاون مع جمهورية بلاروسيا.
- شارك في أعمال التعاون مع جمهورية تركمنستان.
- شارك في أعمال التعاون مع جمهورية كرواتيا.
- شارك في أعمال التعاون مع مملكة الدنمارك.
- الرئاسة الفخرية للهيئة الاستشارية لمجلة عقاري.
- رئاسة مجلس إدارة صحيفة جازان نيوز الإلكترونية.

## خدمة المجتمع
- المساهمة الدائمة في دعم توجهات العمل الخير والجمعيات الخيرية مادياً ومعنوياً
- المساهمة في دعم توظيف عدد كبير من الشباب السعودي ووضع حجر الأساس لهم في صناعة المستقبل

## الصفات الشخصية
- محب للشعر والثقافة والتاريخ ويتميز بالتواضع والأريحية وحب الناس والرغبة الدائمة لفعل الخير.

## هوايات وأنشطة وأهتمامات

### الهوايات
- الفروسية
- كرة القدم: على صعيد المنتخبات الوطنية كافة
- يحب رياضة المشي
- السفر: وذلك للإطلاع على الموروث الحضاري والثقافي للشعوب ولقد زار سموه كلاً من دول مجلس التعاون الخليجي وجمهورية مصر العربية والجمهورية العربية السورية ومملكة المغرب ودولة لبنان وجمهورية تونس والمملكة الأردنية الهاشمية وجمهورية إيران الإسلامية ومملكة ماليزيا ودولة الهند والمملكة المتحدة (بريطانيا) وجمهورية فرنسا والولايات المتحدة الأمريكية وجمهورية المكسيك وجمهورية إيطاليا ومملكة إسبانيا وجمهورية النمسا وجمهورية ألمانيا والجمهورية التشيكية وجمهورية سلوفاكيا وجمهورية اليونان والجمهورية القبرصية والجمهورية السويسرية.

### الأهتمامات
له اهتمامات بتاريخ وثقافات الشعوب ويعشق الأدب والشعر

## الأنشطة الثقافية
له صالون ثقافي يجمع المفكرين والأدباء والباحثين في الشؤون التاريخية والتراث كل يوم خميس في قصره

## الأوسمة وشهادات التقدير
1. وسام شكر وتقدير من وكالة الوزارة لشئون الصناعة لتميز إنجاز اهداف إدارة العلاقات الدولية
2. وسام شكر وتقدير من منظمة الخليج للاستشارات الصناعية لدعمه انشطة وأعمال المنظمة لعام 2009 م الموافق 1429هـ.
3. وسام شكر وتقدير من المنظمة العربية للتنمية الصناعية والتعدين لدعم أنشطة وأعمال المنظمة لعام 2005 م الموافق 1425 هـ.
4. وسام شكر وتقدير من الغرفة التجارية الصناعية بالرياض لدعمة وتشجيعه أعمال الغرفة لعام 2001م الموافق 1421هـ.
5. وسام شكر وتقدير من الغرفة التجارية الصناعية بمحافظة جدة لدعمة وتشجيعه أعمال الغرفة لعام 2001م الموافق 1421هـ.
6. وسام شكر وتقدير من الغرفة التجارية الصناعية بمحافظة الخبر لدعمة وتشجيعه أعمال الغرفة لعام 2001م الموافق 1421هـ.
7. وسام شكر وتقدير من الغرفة التجارية الصناعية بمحافظة الأحساء على دعمه للمشاريع الصناعية للمحافظة لعام 2001م الموافق 1421هـ.
8. وسام شكر وتقدير من قبل إمارة منطقة جازان لدعمه أنشطة المهرجان الشتوي السنوي للمنطقة لعام 2007 م الموافق 1427 هـ.